# Myasishchev M-56
Il Myasishchev M-56 è un bombardiere strategico progettato dall'OKB-23 di Vladimir Michajlovič Mjasiščev a partire dal 1957. Capace sulla carta di altissime prestazioni, rimase allo stato di progetto, ed il suo sviluppo venne sospeso nei primissimi anni sessanta. Tuttavia, il lavoro su questo velivolo fornì le basi per i progetti dell'aereo di linea supersonico Myasishchev M-55 e per il bombardiere Tupolev Tu-135, anch'essi mai realizzati.

## Storia

### Sviluppo
Nella seconda metà degli anni cinquanta, in Unione Sovietica, erano giunte notizie riguardanti il programma americano relativo a quello che sarebbe diventato North American XB-70 Valkyrie. Quindi, verso la fine del 1957, Myasiščev iniziò a lavorare sul progetto di una piattaforma aerea strategica, che ricevette il nome di M-56. La decisione ufficiale di sviluppare un sistema di questo tipo venne presa il 31 luglio 1958.
Inizialmente, l'M-56 venne considerato in due versioni: M-56K da bombardamento ed M-56R da ricognizione.
Fin dall'inizio, si trattava di un progetto molto innovativo. Infatti, i responsabili decisero di puntare subito su un velivolo a reazione con ala a delta, e con le superfici orizzontali sistemate direttamente sulle ali.
Il progetto venne rivisto diverse volte, in modo da ricercare una sorta di “perfezione aerodinamica” e quindi avere delle prestazioni migliori. In particolare, la configurazione iniziale prevedeva quattro turbogetti Kuznetsov NK-10B sistemati in altrettante gondole sotto le ali. Successivamente, si pensò di montare i motori in un unico blocco, posto al centro del velivolo sotto ali e fusoliera (soluzione simile a quella adottata dal B-70 americano). Infine, si decise di aumentare il numero dei turbogetti e di portarlo a sei. Questi sarebbero stati dei Klimov VK-15, montati in due contenitori sistemati sotto le ali. Myasiščev concluse il progetto preliminare dell'M-56k il 1º marzo 1960, anno della chiusura dell'OKB-23.
A partire dai lavori sull'M-56, Myasiščev progettò anche un aereo di linea supersonico. Questo aereo, che prese il nome di Myasishchev M-55, venne sviluppato al posto del Myasishchev M-53 a partire dal 1959. Altra variante, anch'essa mai realizzata, era quella di un "aereo portaerei" dal nome di Myasishchev M-59K.
Inoltre, dopo la chiusura dell'OKB Myasishchev i materiali relativi agli studi sull'M-56 vennero trasferiti anche ad altri uffici tecnici. In particolare, fu proprio a partire dal lavoro effettuato dagli uomini di Myasiščev che l'OKB Tupolev progettò il Tupolev Tu-135, anch'esso mai realizzato.

## Descrizione tecnica
Il progetto del Myasishchev M-56 era decisamente più avanzato dei Myasishchev M-50 ed M-52. Infatti, i progettisti si concentrarono fin dall'inizio su una formula alare a delta, con le superfici orizzontali sistemate direttamente sulle ali. Vennero condotti numerosi studi, in modo da ottenere un'aerodinamica ottimale non solo per il velivolo, ma anche per i propulsori.
La prima versione del progetto prevedeva un aereo spinto da quattro turbogetti sistemati in altrettante gondole sotto le ali. L'aereo avrebbe avuto una doppia deriva, con alette canard poste nei pressi della cabina di pilotaggio. I propulsori previsti erano dei Kuznetsov NK-10B da 24.000 kgf, con un consumo di carburante previsto di 1,6 kg/kgf alla velocità di crociera di Mach 2,5. Successivamente, venne studiata anche una configurazione con deriva singola.
Per la posizione dei motori, furono ipotizzate anche altre soluzioni. Una di queste prevedeva la sistemazione degli stessi in un unico blocco, posto al centro del velivolo sotto ali e fusoliera (soluzione simile a quella adottata dal B-70 americano). Anche in questo caso, vennero analizzate le ipotesi di deriva singola e di doppia deriva.
A partire dal 1959, si pensò di installare sei propulsori invece di quattro. In dettaglio, gli uomini di Myasiščev ipotizzarono l'utilizzo di turbogetti Klimov VK-15 da 14.000 kgf l'uno. La soluzione a sei turbogetti venne provata sia sulla variante con motori in un unico blocco, sia in una nuova configurazione che in sostanza prevedeva di dividere i sei motori in due gruppi separati posti sotto le ali. Quest'ultima sembra essere stata la versione definitiva dell'M-56.
Comunque, venne valutato anche l'utilizzo di propulsori diversi, soprattutto nelle ultime versioni. In particolare, furono considerati gli Zubtsov RD-16-17M (21.700 kgf) e gli Izotov RD-17 (12.500 kgf a secco e 17.500 kgf con postbruciatore).
Per quanto riguarda il sistema d'arma imbarcato, vennero valutati alcuni progetti dell'OKB Myasishchev, come i Myasishchev M-44 ed M-45 (quest'ultimo era un missile balistico aviolanciato), oltre che l'AS-4 Kitchen.